# Saint-Paul-de-Loubressac
Saint-Paul-de-Loubressac là một xã thuộc tỉnh Lot tây nam Pháp. Xã có diện tích 20,19 km², dân số theo điều tra năm 1999 là 430 người. Khu vực này có độ cao trung bình 270 mét trên mực nước biển.